# César-díjak 1985
A 10. Césarok éjszakáját 1985. február 3-án rendezték meg az Empire Színházban, Simone Signoret francia színésznő tiszteletbeli elnökletével.
1984-es év francia filmes termése között a szavazó filmes szakemberek nem találtak kiugró alkotást. 3-3 Césart nyert el Claude Zidi közönségsikert aratott vígjátéka, a Zsaroló zsaruk, Philippe Noiret és Thierry Lhermitte feledhetetlen kettősével (legjobb film, legjobb rendező és legjobb vágás), valamint Bertrand Tavernier Vidéki vasárnap című, Auguste Renoir képi világát idéző romantikus filmdrámája, mely  Pierre Bost Ladmiral úr hamarosan meghal című regényéből készült (legjobb adaptáció, legjobb operatőr és legjobb színésznő). A további 16 díjon 14 alkotás osztozott. A legjobb külföldi film Miloš Forman Amadeusa lett, míg a legjobb frankofón film a burkina fasoi Gaston Kaboré Istenadta című alkotása. Tiszteletbeli Césart vehetett át Danielle Darrieux színésznő, Christian-Jaque filmrendező, valamint Christine Gouze-Renal és Alain Poiré filmproducer.
A díjalapító Akadémia döntése értelmében 1985-től egy új kategóriát indítottak a jelmeztervezők részére, César-díj a legjobb jelmeznek elnevezéssel.

## Díjazottak
| Díjak                            | Díjazottak és jelöltek |
| -------------------------------- | --- |

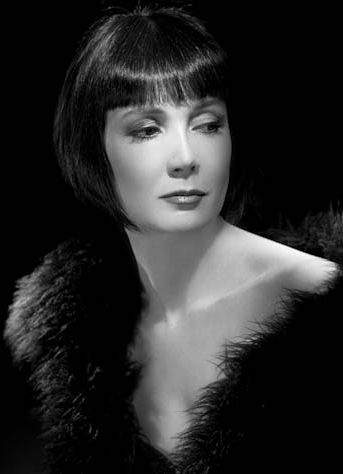
A legjobb alakítást nyújtó Sabine Azema.

| legjobb film                     | - Zsaroló zsaruk (Les ripoux), rendezte: Claude Zidi - Halálos szerelem (L'amour à mor), rendezte: Alain Resnais - Carmen, rendezte: Francesco Rosi - Teliholdas éjszakák (Les nuits de la pleine lune), rendezte: Éric Rohmer - Vidéki vasárnap (Un dimanche à la campagne), rendezte: Bertrand Tavernier |
| legjobb rendező                  | - Claude Zidi – Zsaroló zsaruk (Les ripoux) - Francesco Rosi – Carmen - Alain Resnais – Halálos szerelem (L'amour à mor) - Éric Rohmer – Teliholdas éjszakák (Les nuits de la pleine lune) - Bertrand Tavernier – Vidéki vasárnap (Un dimanche à la campagne)                                              |
| legjobb színésznő                | - Sabine Azéma – Vidéki vasárnap (Un dimanche à la campagne) - Jane Birkin – A kalóznő (La pirate) - Valérie Kaprisky – La femme publique - Julia Migenes – Carmen - Pascale Ogier – Teliholdas éjszakák (Les nuits de la pleine lune)                                                                     |
| legjobb színész                  | - Alain Delon – A mi történetünk (Notre histoire) - Gérard Depardieu – A Saganne Erőd (Fort Saganne)' - Louis Ducreux – Vidéki vasárnap (Un dimanche à la campagne) - Philippe Noiret – Zsaroló zsaruk (Les ripoux) - Michel Piccoli – Veszélyes lépések (La diagonale du fou)                             |
| legjobb mellékszereplő színésznő | - Caroline Cellier – A medúzák éve (L'année des méduses) - Elizabeth Bourgine – A hetedik célpont (La 7ème cible) - Maruschka Detmers – A kalóznő (La pirate) - Victoria Abril – Végjáték (L’addition) - Carole Bouquet – Jobb part, bal part (Rive droite, rive gauche)                                   |
| legjobb mellékszereplő színész   | - Richard Bohringer – Végjáték (L'addition) - Lambert Wilson – La femme publique - Fabrice Luchini – Teliholdas éjszakák (Les nuits de la pleine lune) - Bernard-Pierre Donnadieu – Rue barbare - Michel Aumont – Vidéki vasárnap (Un dimanche à la campagne)                                              |
| legígéretesebb fiatal színésznő  | - Laure Marsac – A kalóznő (La pirate) - Fanny Bastien – Pinot simple flic - Emmanuelle Béart – Tiltott szerelem (Un amour interdit) - Sophie Duez – Ne vedd el tőlem a napot! (Marche à l'ombre) |
| legígéretesebb fiatal színész    | - Pierre-Loup Rajot – Emlékek, emlékek (Souvenirs, souvenirs) - Xavier Deluc – La triche - Hippolyte Girardot – Tiszta ügy (Le Bon Plaisir) - Benoît Régent – Veszélyes lépések (La diagonale du fou) |
| legjobb operatőr                 | - Bruno De Keyzer – Vidéki vasárnap (Un dimanche à la campagne) - Pasqualino De Santis – Carmen - Bruno Nuytten – A Saganne Erőd (Fort Saganne) - Sacha Vierny – Halálos szerelem (L'amour à mor) |
| legjobb vágás                    | - Nicole Saunier – Zsaroló zsaruk (Les ripoux) - Claudine Merlin – A mi történetünk (Notre histoire) - Armand Psenny – Vidéki vasárnap (Un dimanche à la campagne) - Geneviève Winding – Emlékek, emlékek (Souvenirs, souvenirs)                                                                           |
| legjobb eredeti forgatókönyv     | - Bertrand Blier – A mi történetünk (Notre histoire) - Éric Rohmer – Teliholdas éjszakák (Les nuits de la pleine lune) - Claude Zidi – Zsaroló zsaruk (Les ripoux) |
| legjobb adaptáció                | - Bertrand Tavernier és Colo Tavernier O'Hagan – Vidéki vasárnap (Un dimanche à la campagne) - Dominique Garnier és Andrzej Żuławski – La femme publique - Francis Girod és Françoise Giroud – Tiszta ügy (Le Bon Plaisir)                                                                                 |
| legjobb filmzene                 | - Michel Portal – Les cavaliers de l'orage - Hans Werner Henze – Halálos szerelem (L'amour à mor) - Bernard Lavilliers – Rue barbare - Michel Legrand – Az élet megy tovább (Paroles et musique) |
| legjobb hang                     | - Guy Level és Dominique Hennequin – Carmen - Pierre Gamet és Jacques Maumont – Halálos szerelem (L'amour à mor) - Pierre Gamet, Jean-Paul Loublier és Claude Villand – A Saganne Erőd (Fort Saganne) - Bernard Le Roux, Guillaume Sciama és Claude Villand – Emlékek, emlékek (Souvenirs, souvenirs)      |
| legjobb díszlet                  | - Jacques Saulnier – Swann szerelme (Un amour de Swann) - Jean-Jacques Caziot – Les cavaliers de l'orage - Bernard Evein – A mi történetünk (Notre histoire) - Enrico Job – Carmen |
| legjobb jelmez                   | - Yvonne Sassinot de Nesle – Swann szerelme (Un amour de Swann) - Rosine Delamare és Corinne Jorry – A Saganne Erőd (Fort Saganne) - Enrica Job – Carmen |
| legjobb elsőmű                   | - Veszélyes lépések (La diagonale du fou), rendezte: Richard Dembo - Egy fiú és egy lány (Boy Meets Girl), rendezte: Leos Carax - Ne vedd el tőlem a napot! (Marche à l'ombre), rendezte: Michel Blanc - Emlékek, emlékek (Souvenirs, souvenirs), rendezte: Ariel Zeitoun                                  |
| legjobb animációs rövidfilm      | - La boule, rendezte: Alain Ughetto - L'invité, rendezte: Guy Jacques - Ra, rendezte: Thierry Barthes és Pierre Jamin |
| legjobb fikciós rövidfilm        | - Première classe, rendezte: Mehdi El Glaoui - La Combine de la girafe, rendezte: Thomas Gilou - Homicide by night, rendezte: Gérard Krawczyk - Oiseau de sang, rendezte: Fréderic Rippert - Premiers mètres, rendezte: Pierre Lévy                                                                        |
| legjobb dokumentum rövidfilm     | - La nuit du hibou, rendezte: François Dupeyron - L'Écuelle et l'assiette, rendezte: Raoul Rossi - Hommage à Dürer, rendezte: Gérard Samson |
| legjobb külföldi film            | - Amadeus, rendezte: Miloš Forman ( USA) - Tarzan, a majmok ura (Greystoke: The Legend of Tarzan, Lord of the Apes), rendezte: Hugh Hudson ( UK) - Mária szerelmei (Maria's Lovers), rendezte: Andrej Koncsalovszkij ( USA) - Párizs, Texas (Paris, Texas), rendezte: Wim Wenders ( FRG, FRA, UK, USA)     |
| legjobb frankofón film           | - Istenadta (Wênd Kûuni), rendezte: Gaston Kaboré ( BFA) |
| tiszteletbeli César              | - Danielle Darrieux - Christine Gouze-Renal - Christian-Jaque - Alain Poiré |

## Többszörös jelölések és elismerések
A statisztikában a különdíjak nem lettek figyelembe véve.
| Jelölés | Díj | Magyar cím                | Eredeti cím                 |
| ------- | --- | ------------------------- | --------------------------- |
| 8       | 3   | Vidéki vasárnap           | Un dimanche à la campagne   |
| 7       | 1   | Carmen                    | Carmen                      |
| 5       | 3   | Zsaroló zsaruk            | Les ripoux                  |
| 5       | 0   | Halálos szerelem          | L'amour à mor               |
| 5       | 0   | Teliholdas éjszakák       | Les nuits de la pleine lune |
| 4       | 2   | A mi történetünk          | Notre histoire              |
| 4       | 1   | Emlékek, emlékek          | Souvenirs, souvenirs        |
| 4       | 0   | A Saganne Erőd            | Fort Saganne                |
| 3       | 1   | A kalóznő                 | La pirate                   |
| 3       | 1   | Veszélyes lépések         | La diagonale du fou         |
| 3       | 0   | –––                       | La femme publique           |
| 2       | 0   | Tiszta ügy                | Le Bon Plaisir              |
| 2       | 2   | Swann szerelme            | Un amour de Swann           |
| 2       | 1   | –––                       | Les cavaliers de l'orage    |
| 2       | 1   | Végjáték                  | L'addition                  |
| 2       | 0   | Ne vedd el tőlem a napot! | Marche à l'ombre            |
| 2       | 0   | –––                       | Rue barbare                 |